# Karl Sczodrok
Karl Schodrok (ur. 2 stycznia 1890 roku w Nysie jako Karl Sczodrok, zm. 24 lutego 1978 roku w Würzburgu) – niemiecki nauczyciel, pisarz i publicysta, orędownik narodowości śląskiej i niepodległości Śląska, współzałożyciel i kierownik Fundacji Kultury Śląska (niem. Kulturwerk Schlesien).

## Życiorys
Był synem Roberta Sczodroka i Anny z domu Scheithauer. Ukończył szkołę w Nysie i seminarium nauczycielskie w Głuchołazach. W latach 1910–1914 nauczyciel w Bolaticach (wówczas powiat Racibórz). W latach 1914–1930 mieszkał w Gliwicach, w czasie I wojny światowej był żołnierzem, po wojnie nauczycielem w Kolonowskiem, następnie nauczycielem i radcą w szkolnym w Opolu. W latach 1947–1957 był radcą szkolnym w Nemarkt (Oberpfalz). Na emeryturze osiadł w Würzburgu.

## Działalność społeczna
W roku 1930 kierownik Krajowego Urzędu ds. Górnośląskiego Krajoznawstwa. W roku 1932 założyciel Fundacji Eichendorffa, Muzeum Eichendorffa w Nysie. W latach 1952–1969 kierownik nowo założonej Fundacji Eichendorffa. W latach 1952–1965 współzałożyciel i kierownik Fundacji Kultury Śląska (Kulturwerk Schlesien).

## Działalność wydawnicza
1919–1921 „Der schwarze Adler” (Czarny orzeł) w Katowicach (później we Wrocławiu); 1924–1939 „Der Oberschlesier” (Górnoślązak) w Opolu, w latach 1940–1942 pod zmienionym tytułem „Schlesische Stimme” (Głos Śląski) również w Opolu; 1929–1943 „Aurora. Eichendorff-Almanach’’ (Aurora. Almanach Eichendorffa) w Opolu i innych miejscach, w latach 1953–1969 w Neumarkt i innych miejscach; 1932–1943 „Oberschles. Dichterbüchel (Księga poetów górnośląskich); 1939 „Neisse. Stimmen einer Stadt’’ (Nysa. Głos miasta) w Opolu; 1956–1977 „Schlesien” (Śląsk) w Neumarkt i innych miejscach; 1957–1966 „Schriftenreihe Kulturwerk Schlesien” (Szereg dzieł Fundacji Kultury Śląska) w Würzburgu, 1970 „Schöpferisches Schlesien” (Twórczy Śląsk) w Norymberdze.

## Poglądy polityczne
10 października 1919 roku, na łamach pisma „Der Oberschlesier”, Karl Sczodrok zamieścił swój tekst: Bardziej egzystuje śląska świadomość narodowa: „ […] po Śląsku czujemy w głębi duszy, odkąd się skłaniamy w kierunku Niemiec albo Polski. Prowadzona z taką bezsensowną zaciekłością walka narodowościowa na Górnym Śląsku dziś chyba do niczego więcej nie doprowadzi, skoro świadomi rozwijającego się celu mamy śląskie poczucie narodowe. […] Śląskość jest bazą, na której wszyscy jesteśmy w stanie się znaleźć. Tylko śląskie poczucie narodowe może ochronić nasz kraj rodzinny przed rozczłonkowaniem, nas przed niezgodą i katuszami sumienia, nasz śląski lud przed obcą niewolą i przed zagładą. […] Górnośląscy rodacy, jesteście Górnoślązakami! Ale nie zapominajcie również, że jesteście Ślązakami! Czy macie już kiedyś raz utrwalony, rzeczywisty zasięg Kraju Ślązaków? Nie unikniecie trudu, żeby poznać waszych innych śląskich braci. […] Czy wiecie, że śląska stolica, dobre miasto Wrocław, gdzie mieszka czcigodny książę biskup, zwierzchnik diecezji, do której od tysiąca lat należą także górnośląscy katolicy, wpływa na cały, śląski tryb życia? Czy wiecie również, że były austriacki Kraj Sudetów i Cieszyn są ziemiami śląskimi, których mieszkańców chce się dziś potraktować niczym martwy towar? Czy wiecie o tych i wielu innych faktach? Najwyższy czas, żebyśmy znów uważali się za braci, my Górnoślązacy z innymi Ślązakami oraz niemieccy Górnoślązacy z tymi w polskim obozie”
Po objęciu władzy w Niemczech przez Adolfa Hitlera wstąpił do NSDAP. W kwietniu 1940 zmienił pisownię nazwiska z Sczodrok na Schodrok.
7 marca 1947 roku Carl Ulitzka otrzymał pismo, w którym Karl Schodrok przedstawiał Śląsk jako przyszłą „wschodnioeuropejską Szwajcarię”. Wkrótce Karl Sczodrok, Carl Ulitzka i Adolf Kaschny podjęli energiczne kroki w celu urzeczywistnienia tej wizji, jednak bez rezultatu.

## Twórczość
- Karl Sczodrok, Oberschlesiens Schicksalstunde (Godzina przeznaczenia Górnego Śląska), Breslau 1919.
- Karl Schodrok, Gedanken u. Lieder. Eichendorffs religiöses Bekenntnis (Myśli i pieśni. Wyznanie religijne Eichendorffa), Regenburg 1950.
- Karl Schodrok, „Keinen Dichter noch ließ seine Heimat los“ Eichendorffs Heimat-bekenntnis, München 1950, 1967.
- Karl Schodrok, Das Erlebnis der oberschles. Volksabstimmung (Przeżycie górnośląskiego plebiscytu), Neumarkt/Oberpfalz 1951.
- Karl Schodrok, Joseph von Eichendorff. Leben u. Werk (Joseph von Eichendorff. Życie i twórczość), Würzburg 1955.

## Uznanie
W roku 1965 laureat nagrody kulturalnej Ziomkostwa Ślązaków. W roku 1972 laureat górnośląskiej nagrody kulturalnej Północnej Nadrenii-Westfalii.
Franz Heiduk zadedykował mu I tom swego Leksykonu literatury górnośląskiej, a Horst Bienek w 1963 napisał w swej książce decydykację dla Karla Schodroka.